# اسکار لوزانو (بازیکن فوتبال)
اسکار لوزانو (انگلیسی: Óscar Lozano؛ زادهٔ ۱۴ ژوئن ۱۹۹۶) بازیکن فوتبال اهل اسپانیا است که در پست وینگر راست برای باشگاه رئال خاین بازی می‌کند. 
از باشگاه‌هایی که در آن بازی کرده‌است می‌توان به آلمریا و پومفرادینا اشاره کرد.

## پیوند‌های بیرونی
- لوزانو در soccerway